# Dancing in the Street
"Dancing in the Street" er en sang oprindeligt indspillet af Martha and the Vandellas og udgivet som en single i 1964 og på albummet Dance Party. Sangen er skrevet af Marvin Gaye og William Stevenson. Sangen er en af Motowns mest kendte sange og er signatursang for Martha and the Vandellas. Sangen opnåede en andenplads på Billboard Hot 100 og er af magasinet Rolling Stone optaget som nr. 40 på listen over de 500 bedste sange gennem tiderne.
Sangen er blevet indspillet af flere andre artister, herunder af David Bowie/Mick Jagger og Van Halen.

## Originalen med Martha and the Vandellas
"Dancing in the Street" blev oprindeligt skrevet af William "Mickey" Stevenson og Marvin Gaye. Sangen var tiltænkt at være en hyldest til konceptet om at have det rart. Idéen til sangen kom fra Stevenson, der havde set mennesker på gaderne i Detroit, der havde kølet sig i åbnede brandhaner, og Stevenson syntes, at det så ud som om de dansede i vandet. Stevenson præsenterede en skitse til sangen for Marvin Gaye. Stevensons skitse til sangen var en ballade, men Gaye mente, at sangens tekst var mere egnet som et dansehit. Gaye og Stevenson skrev herefter et oplæg til en single, som var tiltænkt Kim Weston. Weston ønskede imidlertid ikke at indspille sangen, og da Martha Reeves senere kom forbi Motown's Hitsville USA studier, præsenterede Gaye og Stevenson sangen for Reeves. Reeves var dog ikke helt tilfreds med sangen, som hun anså for værende for monoton, hvorfor Gaye og Stevenson fik Ivy Jo Hunter til at justere sangens musikalske komposition. Sangen blev herefter indspillet af Martha and the Vandellas over to indspilninger den 19. juni 1964. Musikken spilles af orkesteret The Funk Brothers (med bl.a. Marvin Gaye på trommer), der var backinggruppe på en lang række af Motowns hits.
Selvom sangen var skrevet som et pop-hit med en hyldest til fest og dans, fik sangen senere en anden betydning, idet mange sorte demonstranter under 1960'ernes raceuroligheder i amerikanske storbyer tog sangen til sig, og indfortolkede en opfordring til at gå på gaderne i protest. Denne nye betydning af sangen medførte, at nogle radiostationer indførte forbud mod at spille sangen.  
Martha Reeves har kategorisk afvist, at sangen på nogen måde var andet end en "party song", og indehaveren af Motown Berry Gordy, jr. har ligeledes afvist, at sangen på nogen måde var at anse som en protestsang eller på anden måde skulle opfordre til uroligheder. 
"Dancing in the Street" opnåede en andenplads på den amerikanske Billboard Hot 100, da den blev udgivet som den første single fra gruppens album Dance Party. Sangen nåede en plads som nr. 28 de britiske hitlister og banede vejen for Martha and the Vandellas' gennembrud i Storbritannien. Sangen blev senere genudgivet i Storbritannien i 1969, hvor den nåede en fjerdeplads på hitlisterne. 
Den 12. april 2006 blev det offentliggjort, at Martha and the Vandellas' version af "Dancing in the Street" ville blive optaget som en af 50 lydoptagelser, der af Library of Congress var udpeget til at indgå i National Recording Registry. 

## Mick Jagger-David Bowie version
Mick Jagger og David Bowie indspillede som en duo en coverversion af "Dancing in the Street" i 1985. Indspilningen var en del af Live Aid-arrangementet. Det var oprindelig planen, at Bowie og Jagger via satellit skulle optræde samtidig under arrangementet, således at Bowie skulle medvirke fra Wembley Stadium og Jagger skulle medvirke fra John F. Kennedy Stadium, men det ville være teknisk umuligt at gennemføre optrædenen uden at én af de to skulle mime, idet der ellers ville være en forsinkelse på lyden på ½-1 sekund. Ingen af de to ønskede at mime til sangen, hvorfor sangen i stedet blev indspillet som en video, der blev vist to gange under Live Aid koncerten. 
Sangen blev indspillet i Abbey Road Studios i London under Bowies indspilning af sit bidrag til soundtracket til filmen Absolute Beginners. Sangen blev indspillet på fire timer og parret tog herefter straks ud i London Docklands for at indspille videoen til sangen. 
Umiddelbart efter Live Aid arrangementet blev sangen udsendt på single, der nåede førstepladsen på den britiske singlehitliste, hvor den lå nr. 1 i fire uger. I USA nåede singlen en syvendeplads. Topplaceringen var den sidste topplacering for David Bowie og den eneste topplacering som Mick Jagger har opnået som soloartist i England. 
Alt overskud fra singlen gik til Live Aid fonden. 
Bowie og Jagger har siden optrådt sammen med sangen ved Prince's Trust Concert den 20. juni 1986.

## Indspilning med Van Halen
Det amerikanske rockband Van Halen indspillede et cover af "Dancing in the Street", og udgav sangen som den anden single fra 1982-albummet Diver Down. Van Halens version har en flittig brug af synthesizer, der er spilet af Eddie Van Halen. Van Halens version blev en moderat succes, og nåede op blandt top 40 på Billboard Hot 100 og en top 15 placering i Canada.

## Andre indspilninger
- The Everly Brothers indspillede sangen, der er udgivet på albummet Rock'n' Soul fra 1965
- The Walker Brothers udgav sangen på deres debutalbum Take It Easy with The Walker Brothers fra 1965
- The Kinks har indspillet et cover, der er udgivet på albummet Kinda Kinks fra 1965
- Cilla Black udgav sangen på hendes debutalbum Cilla fra 1965
- The Velvelettes udgav et cover af sagen på livealbummet The Velvelettes' Needle In A Haystack
- The Mamas & the Papas udgav et cover af sangen på albummet The Mamas & the Papas fra 1966 og udsendte sangen på en single samme år sammen med "Words of Love". Sangen nåede nr. 73 på de amerikanske hitlister. The Mamas & the Papas optrådte ofte live med sangen, der også er inkluderet på live-albummet The Mamas & the Papas Live
- The Who indspillede i 1966 et cover af sangen, der er udgivet på The BBC Sessions, der blev udgivet i 2000
- Kim Weston, der oprindeligt afviste nummeret, indspillede det sidenhen og udgav det på albummet Dancing in the Street
- The Carpenters udgav et cover af sangen på albummet As times goes by
- Little Richard udgav "Dancing in the Street" på albummet The King of Rock and Roll fra 1971
- Black Oak Arkansas udgav sangen på albummet Street Party i 1974
- Dusty Springfield har udgivet "Dancing in the Street" i en liveudgave som en del af British Invasion - Once Upon a Time
- Grateful Dead optrådte ofte med "Dancing in the Street" og udgav i 1977 sangen på albummet Terrapin Station. I genudgivelser af albummet er tillige som bonusmateriale medtaget en 16 minutter lang liveudgave af nummeret
- Neil Diamond udgav sangen på albummet September Morn fra 1979
- Atomic Kitten har indspillet et cover af sangen, der er udgivet på albummet Access All Areas:Remixed and B-sides
- Leningrad Cowboys udgav sangen på albummet Happy Together fra 1994
- Phil Collins indspillede et cover af "Dancing in the Street", der blev udgivet på Collins album med Motown-sange Going Back fra 2010